# الأسطول الرابع (بحرية الولايات المتحدة)
الأسطول الأميركي الرابع: أحد أساطيل بحرية الولايات المتحدة وهو مسؤل على طائرات وسفن وغواصات بحرية الولايات المتحدة في مياه أميركا الجنوبية والبحر الكاريبي. وكان الأسطول الرابع أنشئ في أثناء الحرب العالمية الثانية لحماية التجارة البحرية جنوب الأطلسي وبقى عاملاً حتى سنة 1950 حيث حلت وزارة الدفاع الأمريكية البنية الدفاعية والعسكرية للاسطول. ومركزه في مدينة جاكسونفيل بولاية فلوريدا.

## مهامه
من مهام الإسطول الرابع المحافظة على الإستقرار والسلام في منطقة أميركا الجنوبية والبحر الكاريبي.